# The 11th Hour
Pour les articles homonymes, voir The Eleventh Hour.
The 11th Hour est un jeu vidéo d'aventure développé par Trilobyte et édité par Virgin Interactive en 1995. Il s'agit de la suite de The 7th Guest, paru en 1993.

## Scénario
Soixante-dix ans se sont écoulés depuis les meurtres relatés dans The 7th Guest. La ville de Harley a sombré dans le silence. Quand sa collègue et petite amie, Robin Morales, disparaît lors de son enquête sur le manoir de Stauf, Carl Denning se rend au manoir en ruine pour la retrouver en déjouant les pièges de Stauf et résoudre ses énigmes diaboliques. Trois femmes le guideront le long de l'aventure.

## Système de jeu
Comme dans The 7th Guest, les déplacements et les interactions avec les éléments du jeu se font en cliquant sur l'écran de jeu avec la souris. 
Des indices sont dispensés de temps en temps sous forme de vidéos. Une sorte de PDA fournit aussi des indices et des ordres ; il permet également de sauvegarder et charger les parties.

## Distribution
- Robert Hirschboeck : Henry Stauf (VF : Christian Bénard)
- Douglas O'Keeffe : Carl Denning
- Suzy Joachim : Robin Morales
- Frances King : Samantha Ford
- Michelle Gaudreau : Marie Wiley
- Mark Padgett : Chuck Lynch
- Holly Weber : Eileen Wiley
- Marco Barricelli : Martin
- Debra Ritz Mason : Martine Burden
- Julia Tucker : Julia Heine
- Larry Roher : Edward Knox
- Brian Dutton : Rick Warren (VF : Christian Bénard)
- Docteur Thorton : Jerry McDougal (VF : Christian Bénard)

### Équipe de développement
- Chef de projet : David Wheeler
- Scénaristes : Matthew Costello, David Wheeler
- Producteur : James Yokota
- Compositeur : George Sanger
- Directeur de la photographie : Calvin Kennedy
- Directeur artistique : Rob Landeros